# Parupeneus crassilabris
 Parupeneus crassilabris és una espècie de peix de la família dels múl·lids i de l'ordre dels perciformes.

## Morfologia
Els mascles poden assolir els 35 cm de longitud total.

## Distribució geogràfica
Es troba des de l'est de l'Índic fins a Fidji, Tonga i les Illes Carolines.